# Ministère de la Justice (Algérie)
Pour les autres articles nationaux ou selon les autres juridictions, voir Ministère de la Justice.
Le ministère de la Justice (en arabe : وزارة العدل) est le département ministériel du gouvernement algérien chargé de veiller au bon fonctionnement du système judiciaire.

## Organisation

### L'administration centrale
Décret exécutif no 04-333 du 24 octobre 2004, portant organisation de l'administration centrale du ministère de la Justice (Extrait du Journal officiel de la République algérienne / No 67 du 24 octobre 2004) :
Sous l'autorité du ministre de la Justice, garde des Sceaux, l'administration centrale du ministère de la Justice, comprend :
   1- Le secrétaire général,  auquel sont rattachés le bureau du courrier et de la communication et le bureau ministériel de la sûreté interne d'établissement.
   Il est assisté de huit (8) directeurs d'études dont six (6) affectés à des missions dans le cadre des activités du comité d'animation et du suivi de la réforme de la justice.
   2- Le chef de cabinet, assisté de huit (8) chargés d'études et de synthèse, chargés notamment :
- de la préparation et de l'organisation de la participation du ministre aux activités gouvernementales ;
- de l'information, de la communication et des relations avec les organes d'information ;
- du suivi et de l'animation des relations avec les institutions publiques et la société civile ;
- du suivi des relations avec les associations et les organisations socioprofessionnelles ;
- du suivi de l'élaboration de synthèses concernant le développement du secteur ;
- de l'établissement des bilans d'activités du secteur ;
- de la préparation, de l'exploitation et du suivi des dossiers de coopération internationale ;
- du suivi de l'activité du ministre avec les organisations et organismes internationaux ;

et de quatre (4) attachés de cabinet.
   3- L'inspection générale, régie par un texte particulier.
   4- Les structures suivantes :
La Direction générale des affaires judiciaires et juridiques
La Direction générale des Ressources humaines
La Direction générale des Finances et des Moyens
La Direction générale de la Modernisation de la justice
La Direction générale de l'Administration pénitentiaire et de la Réinsertion, régie par un texte particulier.

## Effectifs
- En 1999, l'effectif ne dépassait pas 2 500 magistrats. Ce chiffre, en constante augmentation, a été porté à 6 376, répartis comme indiqué dans le tableau suivant :

| Effectif actuel des magistrats (au 19 février 2018) | Répartition par sexe | Répartition par sexe | Répartition par tranches d'âge | Répartition par tranches d'âge | Répartition par tranches d'âge | Répartition par tranches d'âge | Répartition par tranches d'âge | Répartition par tranches d'âge |
| Total                                               | Femmes               | Hommes               | Moins de 30 ans                | Entre 30 et 40 ans             | Entre 40 et 50 ans             | Entre 50 et 55 ans             | Entre 55 et 60 ans             | Plus de 60 ans                 |
| 6 376                                               | 2 858 (44.82 %)      | 3 518 (55.18 %)      | 5.4 %                          | 49.3 %                         | 22.2 %                         | 7.5 %                          | 5.8 %                          | 9.8 %                          |

- En 1999, le nombre des fonctionnaires du greffe s'élevait à 10 813, puis il a connu une évolution sensible pour atteindre 13 729 fonctionnaires en décembre 2015.
- Non concernés par les dispositions des lois portant statut de la magistrature et celui des greffiers, les fonctionnaires des corps communs au nombre de 30 961 sont soumis aux dispositions du décret exécutif No 08 - 04 du 19 janvier 2008, portant statut particulier des fonctionnaires des corps communs, des institutions et des administrations publiques.

## Liste des ministres
| Début             | Fin               | Ministre                         | Gouvernement                                                                                       |
| ----------------- | ----------------- | -------------------------------- | -------------------------------------------------------------------------------------------------- |
| 27 septembre 1962 | 18 septembre 1963 | Amar Bentoumi (FLN)              | gouvernement Ben Bella I                                                                           |
| 18 septembre 1963 | 2 décembre 1964   | Mohamed El Hadi Hadj Smain (FLN) | gouvernement Ben Bella II                                                                          |
| 2 décembre 1964   | 21 juillet 1970   | Mohamed Bedjaoui (FLN)           | gouvernement Ben Bella III gouvernement Boumediène II                                              |
| 21 juillet 1970   | 23 avril 1977     | Boualem Benhamouda (FLN)         | gouvernement Boumediène III                                                                        |
| 23 avril 1977     | 8 mars 1979       | Abdelmalek Benhabyles (FLN)      | gouvernement Boumediène IV                                                                         |
| 8 mars 1979       | 15 juillet 1980   | Lahcène Soufi (FLN)              | gouvernement Abdelghani I                                                                          |
| 15 juillet 1980   | 18 février 1986   | Boualem Baki (FLN)               | gouvernement Abdelghani II et III gouvernement Brahimi I                                           |
| 18 février 1986   | 5 novembre 1988   | Mohamed Chérif Kherroubi (FLN)   | gouvernement Brahimi II                                                                            |
| 5 novembre 1988   | 21 juillet 1991   | Ali Benflis (FLN)                | gouvernement Merbah gouvernement Hamrouche gouvernement Ghozali I                                  |
| 21 juillet 1991   | 19 juillet 1992   | Hamdani Benkhelil (FLN)          | gouvernement Ghozali I gouvernement Ghozali II                                                     |
| 19 juillet 1992   | 17 novembre 1992  | Abdelhamid Mahi Bahi (FLN)       | gouvernement Abdesslam                                                                             |
| 17 novembre 1992  | 7 mars 1995       | Mohamed Teguia (FLN)             | gouvernement Abdesslam gouvernement Malek gouvernement Sifi I                                      |
| 7 mars 1995       | 18 octobre 1998   | Mohamed Adami (FLN)              | gouvernement Sifi I et II gouvernement Ouyahia I et II                                             |
| 15 décembre 1998  | 23 décembre 1999  | Mekamcha El Ghouti (FLN)         | gouvernement Hamdani                                                                               |
| 23 décembre 1999  | 4 juin 2002       | Ahmed Ouyahia (RND)              | gouvernement Benbitour gouvernement Benflis I et II                                                |
| 4 juin 2002       | 6 septembre 2003  | Mohamed Charfi                   | gouvernement Benflis III gouvernement Ouyahia III                                                  |
| 6 septembre 2003  | 4 avril 2012      | Tayeb Belaiz                     | gouvernement Ouyahia III, IV et V gouvernement Belkhadem I, II gouvernement Ouyahia VI, VII et VII |
| 4 avril 2012      | 3 septembre 2012  | Ahmed Noui (intérim)             | gouvernement Ouyahia IX                                                                            |
| 3 septembre 2012  | 11 septembre 2013 | Mohamed Charfi                   | gouvernement Sellal I                                                                              |
| 11 septembre 2013 | 1er avril 2019    | Tayeb Louh                       | gouvernement Sellal II, III et IV gouvernement Tebboune Gouvernement Ouyahia X                     |
| 1er avril 2019    | 31 juillet 2019   | Slimane Brahmi                   | Gouvernement Bedoui                                                                                |
| 31 juillet 2019   | 7 juillet 2021    | Belkacem Zeghmati                | Gouvernement Bedoui Gouvernement Djerad I, II et III                                               |
| 7 juillet 2021    | 18 novembre 2024  | Abderrachid Tabi                 | gouvernement Benabderrahmane/Larbaoui                                                              |
| 18 novembre 2024  | en cours          | Lotfi Boudjemaa                  | gouvernement Larbaoui II                                                                           |